# Caso Data East contra Epyx
Data East USA, Inc. v. Epyx, Inc. 862 F.2d 204, 9 USPQ2d (BNA) 1322 (9th Cir. 1988), es un caso judicial en el que Data East, una compañía de videojuegos, sostuvo que Epyx, otra compañía de videojuegos competidora, licenciaba y distribuía un videojuego, World Karate Championship, que infringía los derechos de autor de un videojuego desarrollado por Data East, Karate Champ. Después de que un tribunal de distrito se pusiera del lado de Data East, el Tribunal de Apelaciones del Noveno Circuito de los Estados Unidos en apelación revocó la decisión de infracción de derechos de autor. Este juicio se basó en la falta de «similitud sustancial» entre los videojuegos, porque las similitudes identificadas eran inherentes a todos los videojuegos de karate.

## Antecedentes
Data East, una compañía de videojuegos, lanzó el videojuego Karate Champ a fines de 1984. Inicialmente se lanzó como un juego de arcade que funcionaba con monedas y, posteriormente, en octubre de 1985, como un juego de computadora para el hogar. En abril de 1986, Epyx, otra compañía de videojuegos, obtuvo la licencia y comenzó a distribuir un videojuego de computadora doméstica similar bajo el título World Karate Championship, renombrado del título original de International Karate, que había licenciado a un desarrollador británico System 3.
Tanto el Karate Champ como el World Karate Championship representaban un combate de karate entre dos oponentes. Hubo varias similitudes entre los dos juegos, entre las que se numera que los combatientes vestían de blanco y rojo, los árbitros tenían el mismo aspecto en cada juego, los movimientos permitidos eran similares y los mecanismos de puntuación se basaban en incrementos y puntos de bonificación. Data East alegó que el World Karate Championship, y por lo tanto Epyx, infringió sus derechos de autor, marca registrada e imagen comercial establecida por Karate Champ.

### Opinión del Tribunal de Distrito
El Tribunal de Distrito de los Estados Unidos para el Distrito del Norte de California sostuvo que Epyx infringió los derechos de autor de Data East, debido a las similitudes cualitativas en la apariencia de los juegos. No hubo infracción de marca comercial o imagen comercial. El tribunal de distrito luego prohibió a Epyx copiar, distribuir o preparar cualquier obra derivada del trabajo protegido por derechos de autor. Además, se decidió que todos los juegos del World Karate Championship debían ser devueltos. Epyx apeló el caso ante la Corte de Apelaciones del Noveno Circuito de los Estados Unidos.

## Argumentos en la apelación
Data East afirmó nuevamente que Epyx infringió sus derechos de autor. Para demostrar que existía una infracción de derechos de autor, es necesario demostrar la propiedad de los derechos de autor y la copia del trabajo. No se discutió que Data East poseía los derechos de autor de Karate Champ. Sin embargo, no hubo evidencia de copia directa hacía Karate Champ. Por lo tanto, para demostrar que se habían infringido sus derechos de autor, Data East tenía que demostrar que:
- Epyx tuvo acceso al trabajo protegido por derechos de autor antes de crear su propia obra;
- La obra exhibiera una «similitud sustancial» con el trabajo protegido por derechos de autor.[3]

En la apelación, Epyx negó que los dos juegos exhibieran una similitud sustancial.

## Juicio
El Noveno Circuito revirtió la decisión del tribunal de distrito de infracción de derechos de autor al no encontrar una similitud sustancial entre los dos juegos. Este juicio se tomó con base en la noción de que «no se encontrará ninguna semejanza sustancial de expresión cuando la idea y su expresión sean inseparables».
Para determinar si existía una similitud sustancial entre las dos obras, el Noveno Circuito aplicó la «prueba extrínseco-intrínseca». El propósito de esta prueba era determinar si tanto las ideas como la expresión de esas ideas eran sustancialmente similares en los dos trabajos. Ambas pruebas deben pasar para que se alcance un hallazgo de similitud sustancial. La prueba extrínseca, que determina si las ideas incorporadas por las obras son las mismas, se utilizó para determinar que las ideas originales de cada juego («un juego de combate de karate de artes marciales realizado entre dos combatientes») eran similares o idénticas. A continuación, se utilizó la prueba intrínseca, en cuanto al «concepto total y sensación de las obras», para determinar la similitud de la expresión de esa idea. Debido a que la protección de los derechos de autor no puede extenderse a todos los elementos de una expresión, como las expresiones que son indispensables o estándar para la idea (es decir, scènes à faire), el tribunal realizó una disección analítica de las similitudes entre los dos juegos para determinar si las similitudes eran no simplemente el uso de ideas comunes y, por lo tanto, estaban protegidas por derechos de autor.
El tribunal encontró las siguientes similitudes:
1. Ambos juegos tienen 14 movimientos.
2. Ambos juegos tienen opción para dos jugadores.
3. Ambos juegos tienen opción para un jugador.
4. En ambos juegos se pueden dar saltos mortales hacia adelante o atrás y golpes de media vuelta.
5. En ambos juegos se pueden realizar golpes de revés en cuclillas o con el talón levantado del suelo.
6. En ambos juegos se pueden realizar un gancho.
7. En ambos juegos se pueden realizar un barrido.
8. En ambos juegos se pueden realizar una patada voladora.
9. En ambos juegos se puede dar una patada baja.
10. En ambos juegos se puede caminar hacia atrás.
11. En ambos juegos cambian los escenarios.
12. En ambos juegos las rondas duran 30 minutos.
13. En ambos juegos hay un árbitro.
14. En ambos juegos aparecen las palabras «begin», «stop», «white» y «red» en un bocadillo sobre el árbitro.
15. Ambos juegos recompensan con 100 puntos el segundo puesto.

El tribunal juzgó que las similitudes «abarcan la idea del kárate» y se derivan necesariamente de la idea de un videojuego de kárate. Por lo tanto, el tribunal de distrito se equivocó porque no limitó el alcance de la protección de los derechos de autor a los elementos únicos, como los antecedentes y la contabilidad. Además, el Noveno Circuito decidió que incluso esos elementos eran diferentes, concluyendo que un niño de 17,5 años (la edad promedio de un consumidor del videojuego) «no encontraría los juegos sustancialmente similares». Debido a que la idea y la expresión son inseparables, el tribunal determinó que no había similitudes sustanciales ni infracción de derechos de autor.

## Consecuencias
El caso Data East es un juicio significativo porque «es la primera vez en la industria de la computación que se decide una demanda de apariencia y sensación a favor del acusado». El litigio de infracciones de derechos de autor basado en similitudes de apariencia era bastante nuevo, y los casos anteriores se habían resuelto fuera de los tribunales, en beneficio del presunto titular de los derechos de autor. Por ejemplo, en 1985, Digital Research tuvo que cambiar algunos aspectos de su producto Graphics Environment Manager (GEM) y acordó pagarle a Apple una compensación financiera como parte de un acuerdo que los mantendría fuera de los tribunales.
La opinión de los jueces en el caso Data East ha sido citada en varios otros casos importantes de similitudes, incluso en algunos que no necesariamente involucran a partes de la industria del software.